# Fausto Fawcett
Fausto Borel Cardoso (Rio de Janeiro, 10 de maio de 1957), mais conhecido por seu nome artístico Fausto Fawcett, é um cantor-compositor, letrista, romancista, contista, dramaturgo, jornalista, ator e roteirista brasileiro, famoso por suas frequentes colaborações com o também músico Laufer e por ser um grande expoente do rap rock e da literatura cyberpunk no Brasil. Suas composições mais famosas são o sucesso de 1987 "Kátia Flávia, a Godiva do Irajá"; "Rio 40 Graus", gravada por Fernanda Abreu em 1992; e "Balada do Amor Inabalável", gravada pelo Skank em 2000.

## Biografia
Fausto Borel Cardoso nasceu em 10 de maio de 1957 no Rio de Janeiro. Formou-se em Jornalismo pela PUC-RJ (onde conheceu e travou amizade com Laufer) em 1983, e em seu tempo livre costumava encenar curtos esquetes teatrais misturando poesia e música em clubes e cafés do Rio, sob o nome artístico Fausto Fawcett – uma homenagem a uma de suas atrizes favoritas, a falecida Farrah Fawcett.
Começou sua carreira musical em 1986, por sugestão de um de seus amigos de faculdade, o cineasta Cacá Diegues, e assinou com a WEA (atual Warner Music Group) para lançar seu álbum de estreia, Fausto Fawcett e os Robôs Efêmeros, no ano seguinte. Descrito como uma "obra conceitual sobre uma Copacabana Blade Runner", foi responsável por difundir sua canção de maior renome, "Kátia Flávia, a Godiva do Irajá", que já foi incluída nas trilhas sonoras da telenovela O Outro e dos filmes Lua de Fel (de Roman Polanski) e Tropa de Elite (de José Padilha), e já recebeu um cover de Fernanda Abreu. Seu sucessor de 1989, Império dos Sentidos, produzido pelo vocalista d'Os Paralamas do Sucesso Herbert Vianna, é uma "ópera porno-futurista" que continua com a sonoridade experimental e minimalista do predecessor. Uma fotografia da então modelo Sílvia Pfeifer foi usada como arte de capa do álbum.
Em 1990 Fawcett publicou seu primeiro romance, Santa Clara Poltergeist, pela Editora Eco. Foi seguido por Básico Instinto, uma antologia de contos, lançado pela Relume-Dumará em 1992. Ambos os livros serviram de base para seu terceiro álbum, também chamado Básico Instinto, de 1993. Logo após parou de gravar álbuns para se dedicar à sua carreira literária, apesar de ainda fazer shows ocasionalmente e colaborar com outros músicos (como Rogério Skylab, Fernanda Abreu, Dado Villa-Lobos e Samuel Rosa do Skank, com quem escreveu "Balada do Amor Inabalável" do álbum Maquinarama, de 2000). Também estrelou no filme de terror de 2016 Vampiro 40° como Vlak, um vampiro que também é traficante de drogas. O filme foi baseado numa série exibida pelo Canal Brasil em 2010, Vampiro Carioca, roteirizada por Fawcett e por sua vez baseada no livro As Aventuras do Vampiro Carioca, de Lúcia Chataignier.
Em entrevista para a editora Encrenca, responsável pela reedição dos seus primeiros livros, Fawcett comparou a sua escrita com uma espécie de partitura mental, recheada de falação ritmada e sempre acompanhada de muitos adjetivos. O "rap d'groove" e a linguagem acelerada da música moldam diretamente a sua maneira de escrever.
Fawcett já publicou cinco livros, sendo o mais recente a novela Pororoca Rave (2015). Outros dois trabalhos, Cachorrada Doentia e o "romance infantil" Loirinha Levada, anunciados por ele em fins da década de 2000/início da década de 2010, ainda permanecem inéditos. Em 2014, Santa Clara Poltergeist e Básico Instinto, que estavam fora de catálogo por anos, foram republicados pela editora curitibana Encrenca. A Encrenca também publicou uma adaptação para os quadrinhos de "Kátia Flávia, a Godiva do Irajá", ilustrada por Iuri Casaes. Desde 2016 Fawcett está trabalhando num longa-metragem inspirado em "Kátia Flávia" – Maitê Proença está sendo cogitada para o papel principal. Numa entrevista datada de 16 de janeiro de 2017, afirmou que uma adaptação para o cinema de seu livro Favelost também estava em fase de planejamento.
Em 2018, Fawcett colaborou com a banda de pop rock Leela em seu single digital "2000 Light Years from Home" – um cover da canção dos Rolling Stones. Foi tema do documentário Fausto Fawcett Na Cabeça, que rodou o circuito brasileiro de mostras e festivais em 2022 e chegou ao circuito comercial em 2024. No mesmo ano, lançou Favelost - O disco, primeiro álbum de inéditas desde Básico Instinto, em parceria com o músico Furio.

## Vida pessoal
Fawcett é um grande entusiasta da cultura popular, e o demonstra por intermédio de sua vasta gama de influências musicais e literárias; entre elas estão os Rolling Stones, os Sex Pistols, o movimento da Jovem Guarda, William Blake, Cruz e Sousa, Bob Kane, Anthony Burgess, Jean-Paul Sartre, Charles Baudelaire, Paulo Leminski, Clarice Lispector, Aldous Huxley, Jorge Mautner, Antônio Calado, Dalton Trevisan, William Gibson e Rubem Fonseca.
Era famoso por sempre ser visto bebendo nos anos 1980, o que veio a lhe acarretar problemas no fígado e no coração; desde 2008 é abstêmio.
Torce para o Fluminense Football Club, gravando, inclusive, o hino Tricolor para o disco lançado pela revista Placar em 1996.

## Discografia

### Álbuns de estúdio
| Ano  | Álbum                                                   |
| ---- | ------------------------------------------------------- |
| 1987 | Fausto Fawcett e os Robôs Efêmeros - Formato: Vinil, CD |
| 1989 | Império dos Sentidos - Formato: Vinil                   |
| 1993 | Básico Instinto - Formato: CD                           |

### Participações especiais
Tiazinha
- 1999: Faz A Festa (Letra e vocal em "Tiazinha, Você É Minha)

Dado Villa-Lobos
- 2009: Jardim de Cactus (letra e vocais adicionais em "Faveloura & Lov")
- 2012: O Passo do Colapso (letra para "Beleza Americana" e "Overdose Coração")

Fernanda Abreu
- 1990: SLA Radical Dance Disco Club (letra para "Luxo Pesado" e "Venus Cat People")
- 1992: SLA 2 Be Sample (letra para "Rio 40 Graus" e "Sigla Latina do Amor")
- 1995: Da Lata (Letra Para "Garota Sangue Bom" e "Brasil É O País Do Swingue")
- 1997; Raio X (Letra Para "Garota Sangue Bom", "Rio 40 Graus" e "Kátia Flávia, Godiva Do Irajá")
- 2000: Entidade Urbana (Letra Para "Zona Norte - Zona Sul", "São Paulo - SP", "Megalópole-Cidade" e "Paisagem De Amor")
- 2004: Na Paz (Letra Para "Padroeira Debochada")
- 2016: Amor Geral (Letra Para "Double Love Em Dose Dupla" e "Amor Geral")

Skank
- 2000: Maquinarama (letra para "Balada do Amor Inabalável")
- 2003: Cosmotron (letra para "Supernova")

Rogério Skylab
- 2015: Desterro e Carnaval (letra e vocais adicionais em "A Árvore")
- 2016: Trilogia dos Carnavais: 25 Anos de Carreira ou de Lápide (letra e vocais adicionais em "A Árvore")

Hanoi-Hanoi
- 1992: Coração Geiger (vocal em "Hélio")

## Filmografia
- 1987: Um Trem para as Estrelas – ele mesmo
- 2016: Vampiro 40° – Vlak